# Pridraga
Pridraga je mjesto u Zadarskoj županiji. 

## Zemljopis
Nalazi se 36 km prema istok-sjeveroistoku od Zadra, 7 km od Novigrada.
U neposrednom susjedstvu se još nalaze Paljuv, Smilčić, Posedarje, Podgradina, Karin Gornji, Karin Donji.

## Kultura
Župa Pridraga ima svoga zaštitnika sv. Martina, biskupa. Sastoji se od glavne lađe i triju apsida, a ima oblik križa. Obnovljena je 1924. godine. U Domovinskom ratu teško su je granatama oštetili i zapalili srbočetnici.
Obnovljena i blagoslovljena 1997. godine.
Nova župna crkva Gospe od Ružarija sagrađena i posvećena 1978. godine. U Domovinskom ratu 1991. godine je srušena. Župna crkva je obnovljena i 5. listopada 2002. godine posvećena.
Kod groblja se nalazi crkva iz 5. stoljeća, križnog tlocrta. Dvaput je bila obnavljana: 1924. i 1997.
Za vrijeme Domovinskog rata pretrpjela teška oštećenja velikosrpskog agresora; bila je čestom metom granatiranja, a na koncu je i zapaljena.

## Šesterolisna crkva
Na lokalitetu Manastirine ili Mijovilovac se nalazi arheološki istražena crkva šesterolisnog tlocrta sagradjena u 9. stoljeću, posvećena Sv. Mihovilu Arhanđelu. Crkvu je istraživao Stjepan Gunjača u 1940. – 1941 i 1951. – 1957 i rezultati istraživanja publicirao 1963.
Lokalizacija crkve: 44°09´40.50´´ N 15°34´07.76´´ E

## Gospodarstvo
Pridraga je popularna destinacija mnogim turistima, posebno zbog svoje plaže.

## Stanovništvo
Prema popisu stanovništva iz 2011. naselje je imalo 1470 stanovnika.
| broj stanovnika | 553   | 552   | 660   | 714   | 847   | 999   | 998   | 1261  | 1568  | 1639  | 1801  | 1978  | 1807  | 1799  | 1471  | 1470  | 1346  |
|                 | 1857. | 1869. | 1880. | 1890. | 1900. | 1910. | 1921. | 1931. | 1948. | 1953. | 1961. | 1971. | 1981. | 1991. | 2001. | 2011. | 2021. |

## Poznate osobe
- Luka Klapan, hrvatski filmski autor i slikar

## Šport
- NK Hajduk Pridraga
- boćarski klub "Hajduk"